# Eva Pavlović Mori
Eva Pavlović Mori, född 13 mars 1996 i Kanal i Slovenien, är en volleybollspelare (passare). Hon spelar i Sloveniens landslag. Hon har även spelat i ett flertal olika klubbar på hög europeisk nivå.